# Korn (Band)
Korn (meist KoЯn geschrieben) ist eine 1993 gegründete Metal-Band. Sie hat ihre Wurzeln in Bakersfield, Kalifornien (Vereinigte Staaten) und gilt als Mitbegründer des Nu Metal.

## Geschichte

### Die Anfänge (1993–1995)
Korn haben ihren Ursprung in der Freundschaft zwischen Reginald Arvizu und Brian Welch, die schon früh ein gemeinsames Hobby, nämlich das Gitarrespielen, pflegten. Beide beschlossen, eine eigene Band zu gründen und überredeten im Folgenden James Shaffer mit einzusteigen, da sie als Jugendliche seine langen Haare passend fanden.
David Silveria überzeugte am Schlagzeug  mit seinem Können die restlichen Mitglieder und komplettierte das erste musikalische Line-Up, das den Namen „L.A.P.D.“ erhielt und im Bereich des Punks anzusiedeln ist.
1993 statteten Shaffer und Welch ihrer Heimatstadt Bakersfield einen Besuch ab und trafen dort in einer Bar auf den damals als Leichenbeschauer tätigen Jonathan Davis, der nebenbei in der lokalen Band Sexart als Sänger tätig war. Dieser zeigte sich angetan vom Angebot, probeweise in der schon bestehenden Band von Shaffer und Welch zu agieren. Da alle Beteiligten das Ergebnis mehr als zufriedenstellend fanden, wurde Davis kurzerhand zu einem festen Mitglied der späteren Korn-Besetzung.

Schriftzug der Band

Zur Entstehung dieses Bandnamens existieren diverse, teils haarsträubende Gerüchte. Im Homevideo Who Then Now? erklärte Davis unspektakulär, dass ihm der Bandname aus heiterem Himmel einfiel. Dazu entschied er sich, den Titel in kindlicher Schrift zu verfassen, und verdrehte hierbei das fälschlicherweise groß geschriebene „R“ zu einem „Я“. Zudem schrieb er das Wort Corn (dt.: Mais) mit K statt mit C – Der Schriftzug KoЯn war geboren.
Gemeinsam zogen die Bandmitglieder nach Los Angeles, wo sie sich bessere Chancen für eine erfolgreiche Zukunft ausrechneten. Sie schafften es mit unzähligen Auftritten schließlich, wirklich Aufmerksamkeit bei Plattenfirmen zu erregen und unterschrieben 1994 beim Epic-Sublabel Immortal Records.
Noch im gleichen Jahr erschien das gleichnamige Debüt Korn, welches in der Szene für einigen Aufruhr sorgte. Rückblickend lässt sich festhalten, dass der Band mit diesem Album die Erfindung eines ganzen Musik-Subgenres gelungen sein könnte, dem von der Musikindustrie kurz darauf die Bezeichnung Nu Metal gegeben wurde. Noch Jahre später sind Songs wie Shoots and Ladders oder das alle Merkmale der frühen Korn in sich vereinende Blind Garant für volle Tanzflächen in Alternative-Rock-Diskotheken.

### Aufstieg (1996–1999)
Auf verschiedenen Tourneen als Vorband von Danzig, House of Pain, Megadeth, KMFDM, Biohazard, Marilyn Manson und Ozzy Osbourne erspielte sich die Band live den Zuspruch offener Fans unterschiedlicher musikalischer Lager von Hip-Hop bis Thrash Metal.
Weiter angespornt von weltweiten positiven Kritiken in Musikmagazinen und als die „nächste große Sache“ gehandelt, legten Korn mit Life Is Peachy 1996 schnell ein zweites Album nach, das noch düsterer und verstörender wirkt und mit dem ersten Track „Twist“ einen veritablen Schocker hatte, der den so oft proklamierten „Psycho-Faktor“ untermauerte. Binnen weniger Wochen stiegen Korn unter allgemein aufkommendem Hype bis auf Platz drei der US-amerikanischen Billboard-Charts. Mit dem Ice-Cube-Cover Wicked wird erstmals die enge Verbindung der Band mit den Deftones festgehalten: Deren Sänger, Chino Moreno, singt den Teil von Ice Cube, während Davis den Part von Don Jaguar übernimmt.
Trotz des Erfolges und der anfangs überschwänglichen Reaktionen der Presse stellte sich bald eine Sicht der Dinge ein, Korn würden sich in eine Sackgasse manövrieren: Morbide Atmosphäre und verquere Songstrukturen ließen kaum mehr Platz für nachvollziehbare Melodien.
1998 erschien das Drittwerk Follow the Leader, auf dem sie eine leichte Stilanpassung vollzogen, ohne jedoch auf das typische Soundgewand der Band zu verzichten. Die Gästeliste umfasst z. B. Fred Durst von Limp Bizkit, aber auch genrefremde Musiker wie Ice Cube. Insgesamt macht das dritte Album kein Hehl aus den Hip-Hop-Wurzeln einzelner Bandmitglieder, und die neu gewonnene Massenkompatibilität brachte auch direkt den großen kommerziellen Durchbruch. Die High-Budget-Musikvideos zu Got the Life und Freak on a Leash liefen bei MTV auf Heavy Rotation.
Korn selbst bezeichnen in der Deuce-DVD rückblickend das Album als ihre „Party-Platte“, deren Aufnahme mit Alkohol und ständigen Feiern mit befreundeten Musikern einherging.
Im selben Jahr organisierten Korn als Headliner die hoch erfolgreiche „Family Values Tour“ quer durch die Vereinigten Staaten mit Limp Bizkit (mit ihrem neuen Mitglied DJ Lethal [ex-House of Pain]), Orgy, Rammstein und Ice Cube (für die letzten vier Konzerte durch Incubus ersetzt). Der Tourtross führte durch 40 Stationen mit insgesamt 243.000 Fans, Einnahmen in Millionenhöhe waren die Folge.
Durch ihre Vorreiterrolle für „neuartige“ Bands der Nu-Metal-Bewegung – im Plattentitel Follow the Leader unmissverständlich festgehalten – verhalfen sie Gruppen wie Deftones, Coal Chamber oder Kid Rock überhaupt erst zu ihrem Durchbruch auf breiter Basis. Auf dem selbst gegründeten Label Elementree veröffentlichten Korn Alben von Bands, die sie für zukunftsweisend hielten, Orgy machten dabei den Anfang.
Das Ende 1999 publizierte Issues ist ein Konzeptalbum „über Davis’ Alkoholismus, Ängste, Depressionen und mit der Band zusammenhängende Probleme“ (Visions). Es erschien mit vier verschiedenen Coverartworks, allesamt eingesandt von Fans der Band im Rahmen eines MTV-Wettbewerbs. Der Stern schrieb über Korn als „Lieblingsband der gefrusteten weißen Kids, die in dem Land, dessen Möglichkeiten so unbegrenzt sein sollen, keine Chance und keinen Sinn für ihr Leben sehen. Dabei spielt die Band für das Lebensgefühl dieser Generation eine ähnliche Rolle wie Kurt Cobains Nirvana zu Beginn der neunziger Jahre.“

### Kritik und Probleme (2000–2004)

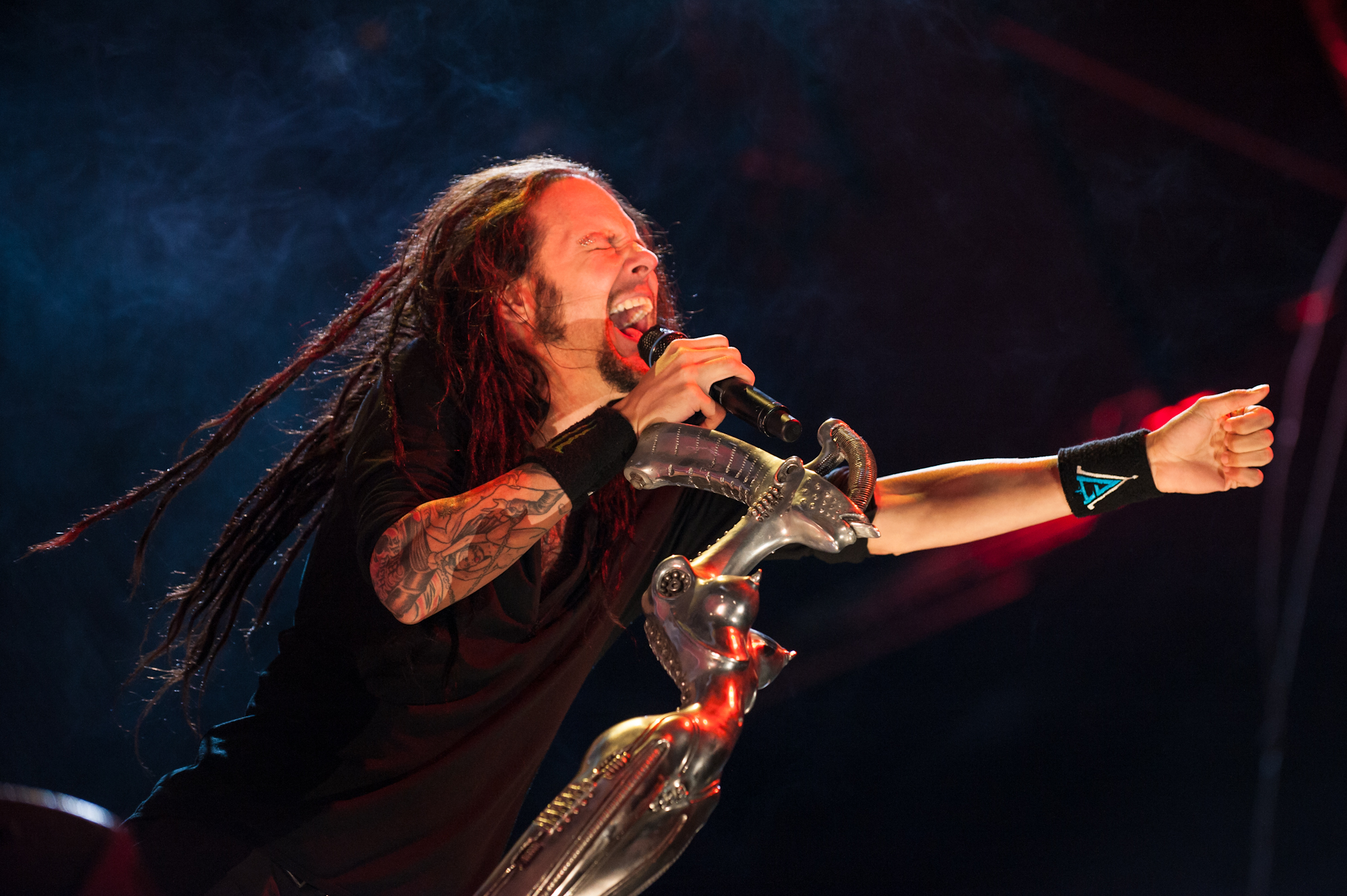
Davis live mit seinem seit 2002 genutzten und von HR Giger designten Mikroständer The Bitch

Vielfach wird Korn seit etwa 2001 trotz des eigenständigen Sounds vorgeworfen, nur noch ein Schatten ihrer Selbst zu sein. Es sei keine wirkliche Weiterentwicklung festzustellen, und auch die Texte drehten sich seit dem ersten Werk der Band immer wieder um die gleichen Themen.
Die folgende Welttournee konnte Drummer Silveria nicht zu Ende führen, da ihm die jahrelange Dauerbelastung seiner Gelenke einen Strich durch die Rechnung machte. Bis zu seiner Genesung nach einer notwendigen Operation half kurzfristig Mike Bordin (Faith No More) aus.
In der erstmals etwas längeren Wartezeit bis zum Album Untouchables 2002 machte Frontmann Davis durch seine Alkoholkrankheit und Depressionen von sich reden, die er mit großen Mengen Prozac in den Griff zu bekommen versuchte. Er widmete sich mehr und mehr ungewöhnlichen Hobbys wie dem Sammeln von Massenmörder-Memorabilien oder seiner privaten Porno-Videothek, so dass Arvizu die ungenutzte Zeit zum Einspielen und Veröffentlichen seines Hip-Hop-lastigen Projekts „Fieldy’s Dreams“ nutzte. Die Rock'n'Roll Gangster genannte Scheibe floppte aber sowohl in Kritikerkreisen als auch bei den Fans.
Obwohl sowohl Issues als auch Untouchables bei der Mehrheit der Kritiker und Fans der ersten Stunde nur als zu polierte Durchschnittsware gelten, waren sie beide kommerziell weitere Erfolge. Issues erreichte in den deutschen Albumcharts Platz neun und verkauft alleine in der ersten Woche in den USA knapp 600.000 Einheiten, Untouchables markiert sogar die erste Nr.-1-Platzierung in Deutschland. Für „Here to Stay“ erhielt die Band Anfang 2003 den Grammy Award for Best Metal Performance.
Ihr sechstes Album Take a Look in the Mirror veröffentlichten Korn Ende 2003: Die enthaltenen Songs bilden eine Schnittmenge aus den vom Debüt bekannten ungestümen Frühwerken und den melodischeren und überschaubareren Werken der letzten Jahre, darüber hinaus eine Zusammenarbeit mit dem Rapper Nas (Play Me). Für besondere Aufmerksamkeit sorgte das Video zur ersten Single Did My Time, in dem Angelina Jolie zu sehen ist. Der Song schaffte es bis auf Platz 12 der deutschen Singlecharts.
2004 erschien mit Greatest Hits Vol. 1 die erste Retrospektive auf zehn Jahre Bandgeschichte. Das Album beginnt mit den jüngsten Kompositionen und geht zurück bis an die Wurzeln der Erfolgsgeschichte. Nach einem Hidden Track auf dem letzten Album Take a Look in the Mirror, der sich als eine Coverversion von Metallicas One (Live bei MTV Icon Metallica) herausstellte, sind auf der Best-of-Zusammenstellung zwei weitere Covers zu finden: Word Up der 80er-Band Cameo und eine umstrukturierte Version der Another-Brick-in-the-Wall-Trilogie von Pink Floyd.

### Umbrüche (2005–2006)
Nach diesem Album trennten sich die Wege von Korn und Epic Records. Das siebte Album sollte anfänglich über ein eigenes Musiklabel erscheinen, weil die Band mit der Promotion in den vergangenen Jahren nicht mehr zufrieden war. Im September 2005 unterschrieben Korn jedoch überraschend einen Vertrag bei Virgin, und als erste Vorab-Single erschien schon am 27. September Twisted Transistor.
Mitten im Aufnahmeprozess zum nächsten Album verließ Brian Welch die Band, weil er mit der eingeschlagenen Musikrichtung der Band nicht mehr zufrieden war und sich laut eigener Aussage künftig seinem „Erlöser Jesus Christus“ widmen wollte. In einem „letter of resignation“ führte er eine Reihe Gründe an und beschrieb seine langsame Entfremdung vom Rest der Band in den vorangegangenen zwei Jahren.
Für Verwunderung sorgten Korn daraufhin mit der Entscheidung, dass in Live-Konzerten vorerst Rob Patterson den ausgeschiedenen Gitarristen vertreten solle, dieser dabei aber nicht auf der Bühne zu sehen sein werde. Für die feste Aufnahme eines neuen Gitarristen sei die Band im Moment noch nicht bereit, so Davis. Im Verlauf der im Spätsommer 2005 vollzogenen Europa-Tour reagierten Korn jedoch auf den Druck der Fans und ließen Patterson gelegentlich mit auf der Bühne erscheinen. Patterson sollte dennoch weiterhin kein festes Mitglied werden, Shaffer und Davis bestätigten im Gegenteil, dass Korn auch in Zukunft nur noch in Viererformation agieren würden. Für Konzerte werde jeweils ein Ersatz gesucht.

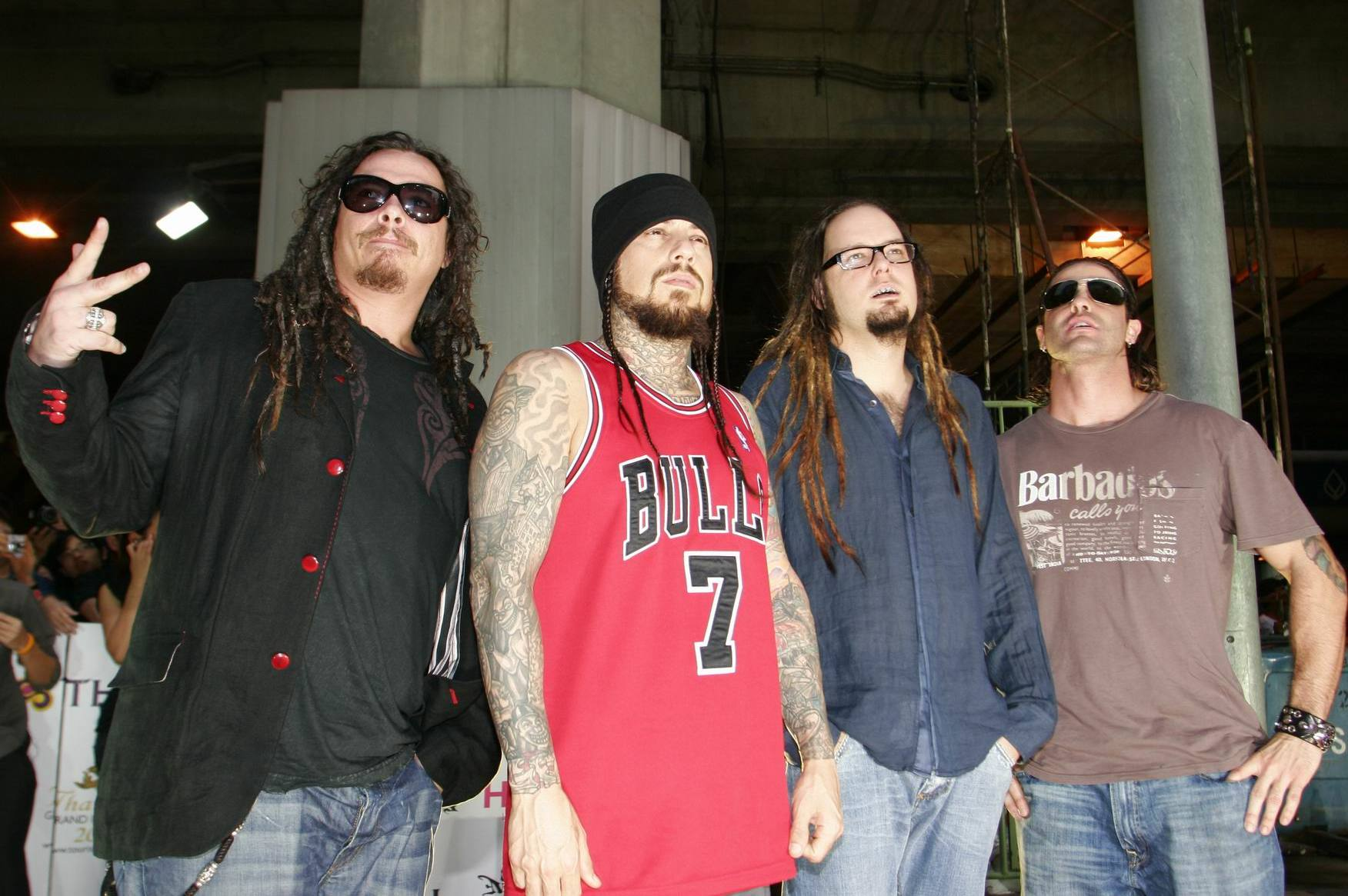
Korn ohne den ausgestiegenen Welch bei den MTV Asia Awards 2006

Nach einigen Terminverschiebungen erschien am 2. Dezember 2005 das siebte Studioalbum See You on the Other Side. Es zeigte eine stilistisch teils stark veränderte Band, die auf Industrial-Rock-Anleihen, elektronische Nuancen und ein dominantes Schlagzeugspiel Wert legte. Auf der Suche nach dieser neuen Identität hatte sich die Band zuvor durch Zusammenarbeit mit verschiedenen Produzenten wie The Matrix (u. a. Britney Spears, Avril Lavigne), Linda Perry (4 Non Blondes), Glenn Ballard (Alanis Morissette), Dallas Austin (TLC, Mariah Carey) und Atticus Ross (Nine Inch Nails) ausprobiert. Textlich standen erstmals nicht mehr Davis' persönliche Probleme im Vordergrund. Es wurden zum Teil ähnliche Themen, wie z. B. Missbrauch und häusliche Gewalt behandelt, die jetzt aber verallgemeinert werden. Auch wurden neue Themen wie die aktuelle US-Politik und der boomende Patriotismus kritisch behandelt.
Im Jahr 2006 wurde das Album Live & Rare veröffentlicht. Dieses Album enthält hauptsächlich Livesongs und die beiden Lieder Earache my Eye und Proud. Bei Earache my Eye saß ausnahmsweise Davis am Schlagzeug, Arvizu singt, Silveria übernimmt die Bassgitarre und Welch und Shaffer tauschen ihre Gitarren-Parts.
Am 9. Dezember 2006 wurde in New York „MTV Unplugged: Korn“ aufgenommen. Die Setlist beinhaltete vierzehn Songs. Bei Make Me Bad sowie beim Cover von 'In Between Days' spielten Korn zusammen mit Musikern von The Cure, den Song Freak On A Leash unterstützte Amy Lee von Evanescence. Das Konzert wurde am 3. März 2007 weltweit auf MTV ausgestrahlt. Die dazugehörige CD erschien am 2. März 2007.
Ende 2005 verkündete Davis über die offizielle Website, dass Silveria sich eine Auszeit nehme, weil er sich ausgelaugt fühle. Terry Bozzio unterstützte im Folgenden die Band als Ersatz bei der Arbeit am nächsten Album als auch auf Tournee. Nach dem Anfang April 2007 verkündeten Ende der Zusammenarbeit mit Bozzio sowie einem kurzen Intermezzo mit Brooks Wackerman von Bad Religion half Joey Jordison von Slipknot Korn während einer fünfmonatigen Tour als Schlagzeuger aus.

### Untitled,Korn III: Remember Who You AreundThe Path of Totality(2007–2011)

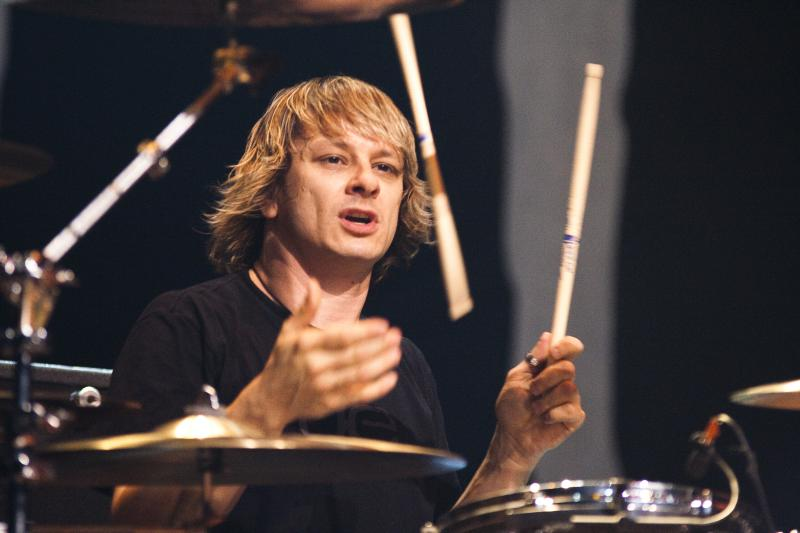
Der 2007 neu zur Band gestoßene Schlagzeuger Luzier

Am 27. Juli 2007 wurde ein Album veröffentlicht, das keinen Namen trägt. Damit sollte „eine Limitierung vermieden“ und jedem Fan die Möglichkeit gegeben werden, es zu nennen, wie er es möge. Dies sollte auch das letzte zusammen mit Virgin Records produzierte Album sein. Mit Ray Luzier (vormals Army of Anyone, David Lee Roth) stieß im Laufe des Jahres 2007 ein neuer Schlagzeuger zur Band, der zunächst ebenso nur ein vorübergehender Ersatz für Silveria sein sollte, aber dann zum Vollmitglied wurde. Am 22. April 2008 erschien die Download-Single Haze, die auch auf dem Soundtrack des Computerspiels Haze vertreten war.
Nach einer einjährigen Pause der Band bezeichnete Davis im März 2009 Luzier als festes viertes Bandmitglied. Ein zweiter Gitarrist und ein Keyboarder unterstützten Korn bei Konzerten. Am 13. Juli 2010 veröffentlichte die Band ihr neuntes Album Korn III – Remember Who You Are über Roadrunner Records. Zusammen mit Ross Robinson, der bereits die ersten beiden Alben produziert hatte, begaben sie nach eigener Aussage wieder zurück zu ihren Wurzeln.
Nach langem Touren erschien Anfang 2011 ein Sample von Get Up!. Kurze Zeit später stand der komplette Track zum kostenlosen Download bereit. Bei Get Up! handelt es sich um eine Kollaboration mit dem Dubstep-Künstler Skrillex. Die erste offizielle Single vom am 2. Dezember 2011 erschienenen Album The Path of Totality, Narcissistic Cannibal, war ab dem 12. Oktober 2011 im Radio zu hören.

### Die Rückkehr von Brian „Head“ Welch (seit 2012)

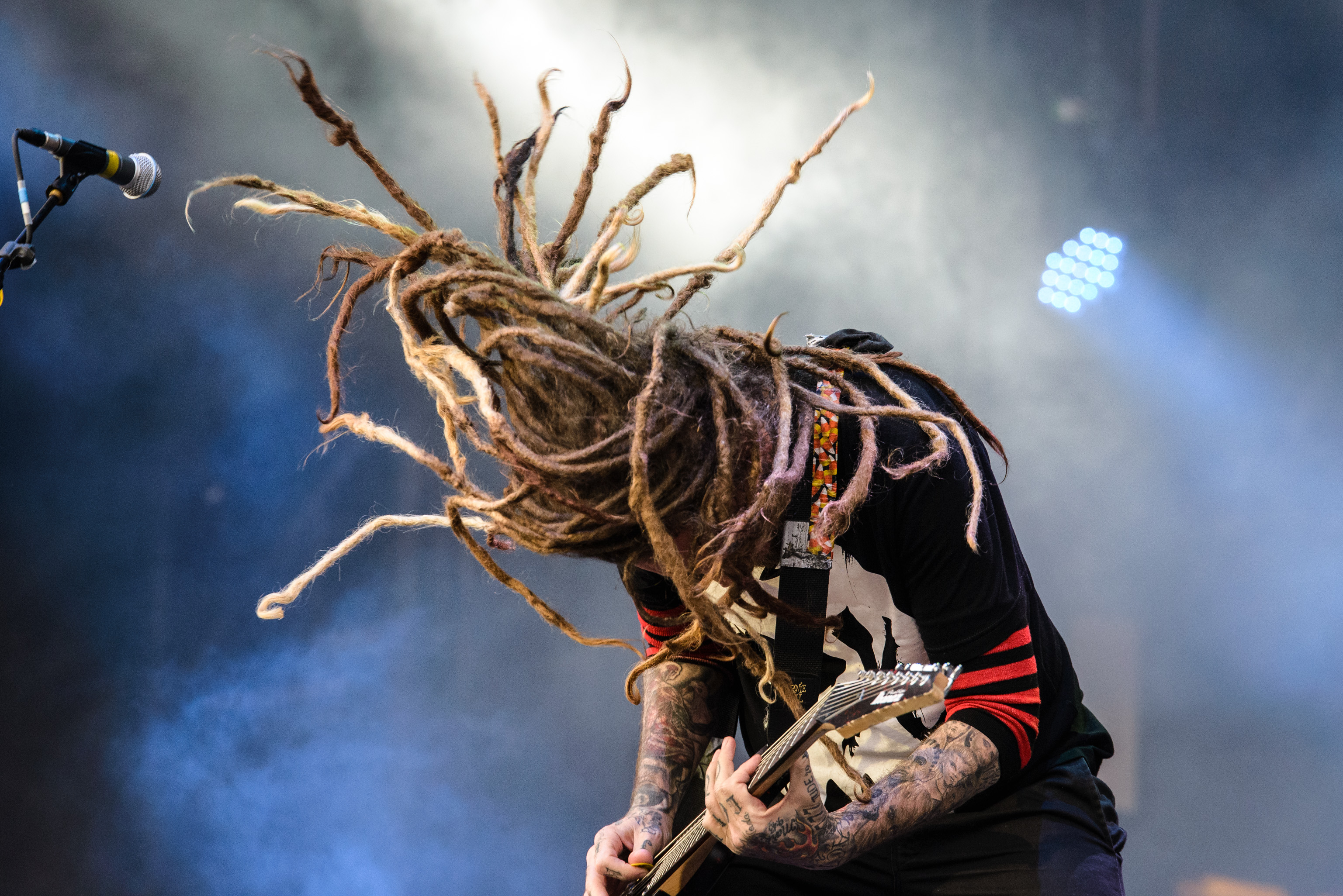
Welch bei Rock im Park 2016

Nachdem der ehemalige Gitarrist Brian Welch bereits 2012 für ein Konzert als Gast auf die Bühne geholt worden war und mit der Band den Song Blind aufführte, kündigten Korn an, komplette Konzerte mit Welch als Live-Support spielen zu wollen. Bei der geplanten Europa-Tournee besuchte die Band unter anderem die deutschen Festivals Rock am Ring und Rock im Park sowie das britische Download-Festival. Am 2. Mai 2013 ließ man verlauten, dass die Gruppe mit Welch an einem Reunion-Album arbeite, welches noch im selben Jahr veröffentlicht werden sollte. Es war das erste Album mit Welch an der Gitarre seit Take a Look in the Mirror (2003). Das Album heißt The Paradigm Shift und erschien am 8. Oktober 2013. Zwei Singles (Never Never und Love & Meth) wurden im Voraus veröffentlicht.
Am 22. Juli 2016 veröffentlichte die Band mit Rotting in Vain ein neues Lied mitsamt Musikvideo als Vorbote ihres zwölften Studioalbums The Serenity of Suffering, das am 21. Oktober 2016 erschien.
Als Reginald Arvizu, der Bassist der Band, aus persönlichen Gründen im Frühjahr 2017 für einige Auftritte pausierte, wurde er kurzfristig durch Tye Trujillo, den Sohn des Metallica-Bassisten Robert Trujillo, ersetzt, der zu diesem Zeitpunkt 12 Jahre alt war.

### The Serenity of SufferingundThe Nothing(2016–2019)
Im Oktober 2016 veröffentlichte die Band ihr 12. Album namens The Serenity of Suffering über das Label Roadrunner Records. Das Album erhielt größtenteils positive Rezensionen und erreichte Platz 3 der deutschen Charts.
Am 13. September 2019 erschien das Album The Nothing, wieder über Roadrunner Records. Die Aufnahmen dazu dauerten etwas länger als geplant, die Ehefrau des Sängers Jonathan Davis verstarb im August 2018 im Alter von 39 Jahren an einer Überdosis Drogen. Davis’ Trauerbewältigung ist wesentlicher Bestandteil der Albumtexte.

### Podcast „The Nothing“
Die Band kündigte im September 2019 eine fiktionalisierte Podcastserie namens „The Nothing“ an. Erzählt wird die Geschichte des Journalisten Matt Singer, der mit der Absicht in die Kleinstadt Wellden in Kansas reist, das Geheimnis um das Verschwinden eines Mädchens aufzuklären. Als er dort ankommt, wird ihm schnell klar, dass hier nichts ist, wie es scheint. Produziert wurde die Podcastserie von Adam Mason, während Keir O’Donnell (Wedding Crashers, Fargo, Legion), Darri Ingolfsson (Dexter, Black Antenna) und Mikayla S. Campbell die Hauptrollen sprechen.
Am 4. Februar 2022 erschien mit Requiem das 14. Studioalbum der Band.

## Stil

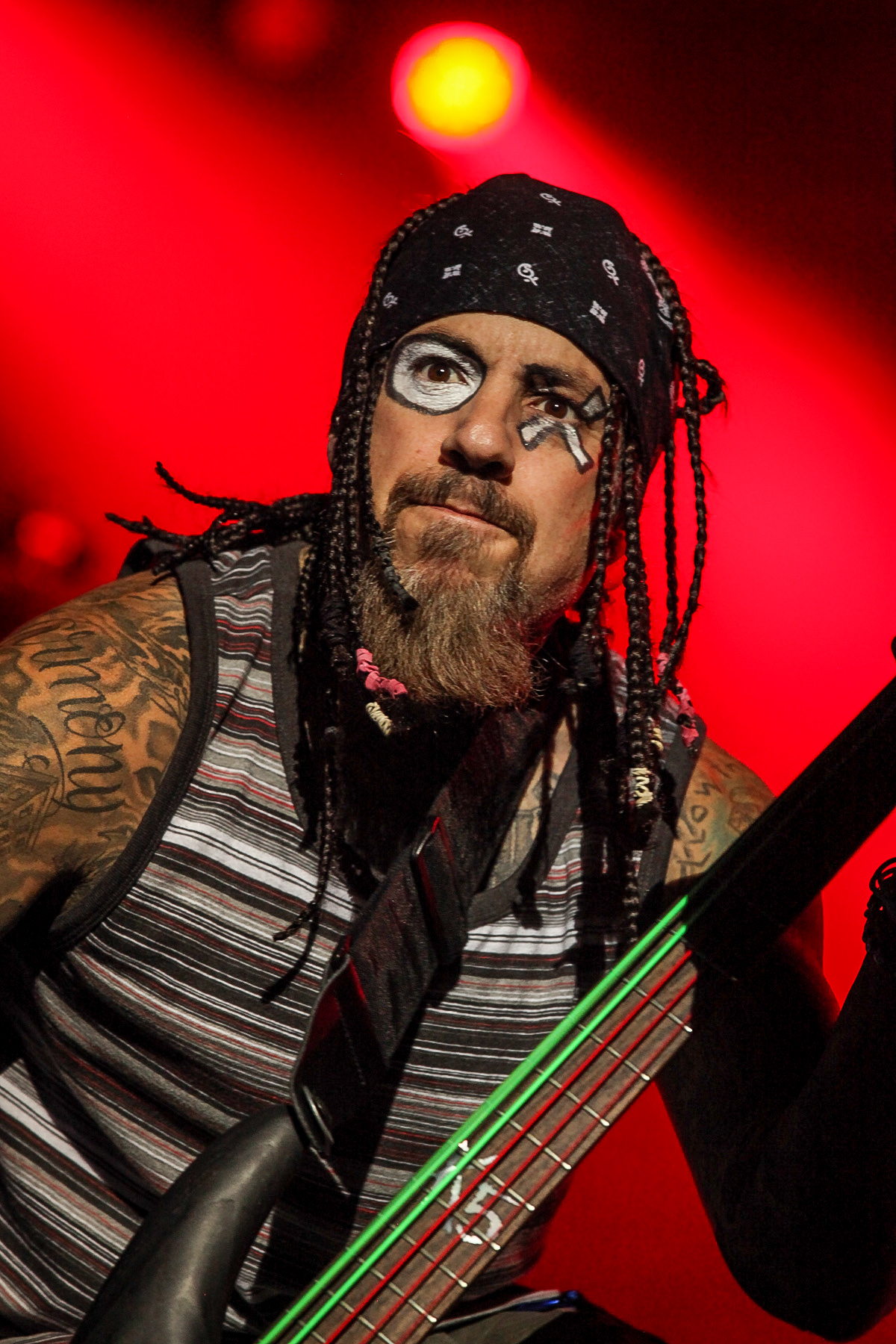
Reginald Arvizu (2013)

Der relativ harte Sound Korns ist geprägt von quietschenden und verzerrten Gitarrenriffs, die von einem dichten Rhythmus gepeitscht werden. Auffallend sind die ungewöhnlich tiefergestimmten siebensaitigen Gitarren, der fünfsaitige Bass und das Slap-Bassspiel von Arvizu. Aushängeschild Korns ist Sänger Davis, der aus der Klassik kommt und ein breites stimmliches Spektrum vom affektierten Chorknaben über bizarre Stimmexperimente bis hin zum emotional aufgeladenen Keifen, Winseln und Brüllen abdeckt. Auffällig ist auch der gelegentliche Einsatz eines Dudelsacks.
Düstere, zynische und unzweideutige Liedtexte ließen die Identifikation unzähliger sich vernachlässigt fühlender Jugendlicher insbesondere aus der Mittelschicht zu. Nicht selten prangert Davis in den Songs offen seine wenig behütete Kindheit an, wobei er die davon ausgehende therapeutische Wirkung in Interviews betont. Das Zillo-Magazin schrieb hierzu, der Sänger repräsentiere „den modernen Underdog, ein labiles Seelchen, das aus zerrütteten sozialen Verhältnissen stammt, vom Vater missbraucht, von der Stiefmutter geschlagen und von den Mitschülern ignoriert – traumatische Erlebnisse, die den zentralen Dreh- und Angelpunkt des Korn-Universums bilden“.
In Daddy – ebenfalls vom Debüt der Band – greift Davis beispielsweise den angesprochenen sexuellen Missbrauch auf. Jedoch handelt es sich hierbei um oft falsch interpretierte Textzeilen. So singt er zwar „And fucked your own child“, meint damit aber die Untätigkeit seiner Eltern, nachdem er von einem Nachbarn über Jahre missbraucht wurde. In einem Interview sagt der Sänger: „Als ich noch ein Kind war, wurde ich von jemandem missbraucht und ich ging zu meinen Eltern, um es ihnen zu sagen. Sie dachten, ich lüge und lachten darüber, sie haben nie etwas deswegen getan. Sie glaubten nie, dass so etwas ihrem Sohn zugestoßen ist.“
Auszug aus Daddy:
Little child, looking so pretty. Come out and play, I’ll be your Daddy.
Innocent child, looking so sweet. Rape your mind, and now your flesh I reap.
You raped. I feel dirty. It hurt. As a child. Tied down. „That’s a good boy.“
And fucked. Your own child. I scream. No one hears me. It hurt.
Gegen Ende des Songs hört man Davis mehrere Minuten berührt weinen und schluchzen, dann beginnt eine weibliche Stimme, die vermutlich seine Mutter darstellen soll, zu singen, bis die Aufnahme gestoppt wird. Diese eindringliche emotionale Achterbahnfahrt im bis dahin ungehörten Soundgewand war unter der Leitung von Ross Robinson eingespielt worden, der so direkt zu einem der gefragtesten und meist geachteten Produzenten im modernen Metal wurde. Auch er gilt heute mit als Baustein in der Begründung des Nu Metal.

## Diskografie
Studioalben

| Jahr | Titel                           | Höchstplatzierung, Gesamtwochen, AuszeichnungChartplatzierungen (Jahr, Titel, Platzierungen, Wochen, Auszeichnungen, Anmerkungen) | Höchstplatzierung, Gesamtwochen, AuszeichnungChartplatzierungen (Jahr, Titel, Platzierungen, Wochen, Auszeichnungen, Anmerkungen) | Höchstplatzierung, Gesamtwochen, AuszeichnungChartplatzierungen (Jahr, Titel, Platzierungen, Wochen, Auszeichnungen, Anmerkungen) | Höchstplatzierung, Gesamtwochen, AuszeichnungChartplatzierungen (Jahr, Titel, Platzierungen, Wochen, Auszeichnungen, Anmerkungen) | Höchstplatzierung, Gesamtwochen, AuszeichnungChartplatzierungen (Jahr, Titel, Platzierungen, Wochen, Auszeichnungen, Anmerkungen) | Anmerkungen                                                   |
| Jahr | Titel                           | DE | AT | CH | UK | US | Anmerkungen                                                   |
| ---- | ------------------------------- | --- | --- | --- | --- | --- | ------------------------------------------------------------- |
| 1994 | KoЯn                            | — | — | — | UK— GoldUK | US72 a ×2Doppelplatin · (64 Wo.)US                                                                                                | Erstveröffentlichung: 11. Oktober 1994 Verkäufe: + 2.200.000  |
| 1996 | Life Is Peachy                  | DE85 (1 Wo.)DE | AT21 (5 Wo.)AT | — | UK32 Gold · (3 Wo.)UK | US3 ×2Doppelplatin · (50 Wo.)US                                                                                                   | Erstveröffentlichung: 15. Oktober 1996 Verkäufe: + 2.235.000  |
| 1998 | Follow the Leader               | DE12 (20 Wo.)DE | AT7 (7 Wo.)AT | — | UK5 Gold · (5 Wo.)UK | US1 ×5Fünffachplatin · (89 Wo.)US                                                                                                 | Erstveröffentlichung: 17. August 1998 Verkäufe: + 5.890.000   |
| 1999 | Issues                          | DE9 Gold · (26 Wo.)DE | AT13 (12 Wo.)AT | CH86 (2 Wo.)CH | UK37 Gold · (3 Wo.)UK | US1 ×3Dreifachplatin · (47 Wo.)US                                                                                                 | Erstveröffentlichung: 15. November 1999 Verkäufe: + 3.880.000 |
| 2002 | Untouchables                    | DE1 (17 Wo.)DE | AT2 (20 Wo.)AT | CH5 (17 Wo.)CH | UK4 Gold · (15 Wo.)UK | US2 Platin · (34 Wo.)US | Erstveröffentlichung: 10. Juni 2002 Verkäufe: + 1.260.000     |
| 2003 | Take a Look in the Mirror       | DE8 Gold · (11 Wo.)DE | AT2 (10 Wo.)AT | CH14 (8 Wo.)CH | UK53 Silber · (1 Wo.)UK | US9 Platin · (26 Wo.)US | Erstveröffentlichung: 24. November 2003 Verkäufe: + 1.202.500 |
| 2005 | See You on the Other Side       | DE12 Gold · (25 Wo.)DE | AT7 (20 Wo.)AT | CH11 (13 Wo.)CH | UK71 Silber · (2 Wo.)UK | US3 Platin · (49 Wo.)US | Erstveröffentlichung: 6. Dezember 2005 Verkäufe: + 1.260.000  |
| 2007 | Unbetiteltes Album              | DE3 (10 Wo.)DE | AT3 (9 Wo.)AT | CH9 (8 Wo.)CH | UK15 (4 Wo.)UK | US2 Gold · (20 Wo.)US | Erstveröffentlichung: 27. Juli 2007 Verkäufe: + 510.000       |
| 2010 | Korn III – Remember Who You Are | DE4 (9 Wo.)DE | AT3 (9 Wo.)AT | CH8 (7 Wo.)CH | UK23 (2 Wo.)UK | US2 (9 Wo.)US | Erstveröffentlichung: 13. Juli 2010                           |
| 2011 | The Path of Totality            | DE28 (8 Wo.)DE | AT24 (6 Wo.)AT | CH32 (3 Wo.)CH | UK68 (1 Wo.)UK | US10 (21 Wo.)US | Erstveröffentlichung: 2. Dezember 2011                        |
| 2013 | The Paradigm Shift              | DE7 (5 Wo.)DE | AT7 (3 Wo.)AT | CH16 (4 Wo.)CH | UK16 Gold · (2 Wo.)UK | US8 (7 Wo.)US | Erstveröffentlichung: 8. Oktober 2013 Verkäufe: + 100.000     |
| 2016 | The Serenity of Suffering       | DE3 (5 Wo.)DE | AT6 (5 Wo.)AT | CH6 (3 Wo.)CH | UK9 (2 Wo.)UK | US4 (6 Wo.)US | Erstveröffentlichung: 21. Oktober 2016                        |
| 2019 | The Nothing                     | DE6 (6 Wo.)DE | AT7 (4 Wo.)AT | CH4 (4 Wo.)CH | UK9 (2 Wo.)UK | US8 (2 Wo.)US | Erstveröffentlichung: 13. September 2019                      |
| 2022 | Requiem                         | DE2 (3 Wo.)DE | AT4 (3 Wo.)AT | CH3 (3 Wo.)CH | UK8 (1 Wo.)UK | US14 (1 Wo.)US | Erstveröffentlichung: 4. Februar 2022                         |

## Auftritte in anderen Medien
Sowohl die Band als ganzes als auch vereinzelt deren Mitglieder hatte mehrere Auftritte in anderen Medien, darunter in Fernsehserien, Trickfilmen und Kinofilmen. So ist der Band in der dritten Staffel der Zeichentrickserie South Park die Folge „Korns echt abgefahrene Geisterstory“ (Korn’s Groovy Pirate Ghost Mystery) gewidmet, in der sie ihre Corn-Powers („Mais-Kräfte“) gegen das Böse einsetzen und den kompletten Song Falling Away from Me vom Album Issues aufführen. Die Handlung ist lose an den Film Kiss – Von Phantomen gejagt sowie an die Zeichentrickserie Scooby-Doo angelegt. In der Krimiserie Monk spielten sie sich in der Folge „Mr. Monk steckt im Stau“ (Mr. Monk gets stuck in traffic) selbst, als sie mit ihrem Tourbus im Stau stecken bleiben.
Auch in anderer Form traten die Bandmitglieder auf, so spielte der Sänger Jonathan Davis in einzelnen Filmen einige kleinere fiktive Rollen, wie etwa in der Romantikkomödie Seeing Other People, wo er Ricky verkörpert oder in dem Vampirfilm Königin der Verdammten aus dem Jahr 2002, wo er einen namenlosen Spekulanten spielt. Aber auch in Dokumentationen und Reality-TV-Formaten wie der Tattoo-Doku Miami Ink – Tattoos fürs Leben spielten die Bandmitglieder mit. So ließ sich der Bassist Reginald Arvizu von Darren Brass in Episode 45 von Miami Ink die Unterschriften aller vier Bandmitglieder tätowieren.
Doch auch für den Soundtrack wurden nicht nur bestimmte Lieder der Band verwendet, sondern auch die Band dafür engagiert Musik zu komponieren. Für den Film Königin der Verdammten komponierte der Sänger zusammen mit Richard Gibbs u. a. die gesamte Filmmusik, die teilweise von der Band Korn eingespielt wurde.

## Filmografie (Auswahl)
- 1999: South Park (Fernsehserie, Staffel 3, Folge 10: Korns echt abgefahrene Geisterstory)
- 2002: Königin der Verdammten (Queen of the Damned) (Soundtrack, Auftritt von Jonathan Davis)
- 2005: Monk (Fernsehserie, Staffel 3, Folge 13: Mr. Monk steckt im Stau)